# Robert of Wickhampton
Robert of Wickhampton († zwischen 24. und 28. April 1284) war ein englischer Geistlicher. Ab 1271 war er Bischof von Salisbury.

## Herkunft und Aufstieg als Geistlicher
Die Herkunft von Robert of Wickhampton ist ungeklärt. Er war ein uneheliches Kind, weshalb er vor 1241 für seine Priesterweihe einen Dispens des päpstlichen Legaten Otto benötigte. Seinem Namen nach kam er vermutlich entweder aus Witchampton in Dorset oder aus Wickhampton in Norfolk. Offenbar studierte er, vermutlich an der Universität Oxford. Vermutlich vor Januar 1239, doch spätestens vor dem 21. Dezember 1239 hatte er einen Abschluss als Magister gemacht, als er als Beamter im Dienst von Robert of Bingham, Bischof von Salisbury stand. Zwischen dem 16. August 1242 und dem 7. Dezember 1243 wurde er Kanoniker an der Kathedrale von Salisbury, dazu wurde er vor August 1253 Rektor von Broad Hinton in Wiltshire. Zwischen dem 9. Februar 1257 und dem 17. Januar 1259 wurde er Dekan der Kathedrale von Salisbury. Aufgrund seiner unehelichen Geburt erhielt er vor Februar 1263 erneut einen Dispens von Papst Urban IV., dazu wurde er vor 1271 zum Päpstlichen Kaplan ernannt. 

## Bischof von Salisbury

### Wahl zum Bischof
Am 23. Februar 1271 wurde Robert of Wickhampton vom Kathedralkapitel zum neuen Bischof der Diözese Salisbury gewählt. Am 6. März 1271 stimmte König Heinrich III. der Wahl zu. Die Bischofsweihe von Wickhampton verzögerte sich jedoch erheblich, auf wegen seiner Naivität. Als er zum Bischof gewählt worden war, war weder ein Erzbischof von Canterbury noch ein Papst im Amt. Zwar war Adam of Chillenden zum Erzbischof gewählt worden, doch als Wickhampton zur Bestätigung seiner Wahl nach Canterbury reiste, war dieser zur Bestätigung seiner eigenen Wahl zur päpstlichen Kurie gereist. Wickhampton glaubte nun der Behauptung der Mönche des Kathedralpriorats von Canterbury, dass sie während der Vakanz des Erzbistums Bischofswahlen in der Kirchenprovinz Canterbury bestätigen durften. Wickhampton ließ sich von den Mönchen als Bischof bestätigen, doch der König erkannte dies nicht an und verweigerte die Übergabe der Temporalien der Diözese Salisbury. Auch die Bischöfe, die auf Einladung der Mönche Wickhampton weihen sollten, weigerten sich, dies zu tun und wandten sich an die Kurie. Damit blieb Wickhamptons Wahl unbestätigt und er selbst ungeweiht, worauf er selbst zur Kurie reiste. Erst am 15. Juli 1274 wurde er von Robert Kilwardby, dem neuen Erzbischof von Canterbury, im Auftrag von Papst Gregor X. während des zweiten Konzils von Lyon dort zum Bischof geweiht. Nach seiner Rückkehr nach England wurden ihm dann am 15. August die Temporalien übergeben, und am 16. September 1274 wurde er schließlich in Salisbury inthronisiert. 

### Tätigkeit als Bischof
Obwohl Wickhampton über drei Jahre lang ungeweiht geblieben war, hatte er während dieser Zeit einige Aufgaben als Bischof übernommen. Als Bischof blieb er offensichtlich, abgesehen von einem kurzen Besuch in London im Oktober 1275, ständig in seiner Diözese. Damit trat er im Gegensatz zu vielen anderen englischen Bischöfen seiner Zeit politisch nicht in Erscheinung. Am 19. Oktober 1274 führte er eine Visitation des Priorats und des Leprosenhauses von Maiden Bradley durch, dies ist die erste belegte Visitation eines Klosters in der Diözese Salisbury. Während seiner Amtszeit wurde ein Gebäude innerhalb der Kathedralfreiheit im Oktober 1277 ständiger Amtssitz des Dekans der Kathedrale, dieses Gebäude wurde später Old Deanery genannt und blieb bis 1922 Amtssitz des Dekans. Auffällig war Wickhamptons Bemühen, von ihm verhängte Exkommunikationen aufzuzeichnen. 54 Fälle sind überliefert, in denen er sich an die Krone wandte, da sich die Personen, gegen die er die Kirchenstrafe verhängt hatte, ihm nicht darauf geantwortet hatten.

### Erblindung und Tod
In den späten 1270er Jahren verlor Wickhampton zunehmend sein Sehvermögen, und Anfang der 1280er Jahre erblindete er vollständig. Am 16. Februar 1282 ernannte Erzbischof John Pecham Wickhamptons Vertrauten Henry of Braunstone zu seinem Koadjutor. Braunstone hatte bereits als Offizial von Wickhampton gedient, als dieser noch nicht zum Bischof geweiht worden war, und war seit 1281 Archidiakon von Dorset. Im Oktober 1277 wurde auch erstmals ein Kanzler der Diözese Salisbury erwähnt. Um diese Zeit wurden auch in anderen englischen Diözesen erstmals Kanzler ernannt, so dass dieses neue Amt vermutlich nicht in Zusammenhang mit Wickhamptons nachlassender Sehkraft steht. Mindestens seine letzten beiden Lebensjahre verbrachte Wickhampton hauptsächlich auf dem bischöflichen Gut von Ramsbury in Wiltshire. Seine letzte überlieferte Amtshandlung erfolgte am 21. Januar 1284. Nach seinem Tod wurde er in der Trinity Chapel der Kathedrale von Salisbury beigesetzt, doch es gibt keinen Hinweis dafür, dass über seinem Grab ein Grabdenkmal errichtet wurde.